# بورکهارت کامپرشن
بورکهارت کامپرشن (انگلیسی: Burckhardt Compression) شرکت کمپرسورسازی سوئیسی است، که در سال ۱۸۴۴ تأسیس شد‌